# Мері Ворнок, баронеса Ворнок
Гелен Мері Ворнок, баронеса Ворнок (при народженні Вільсон; 14 квітня 1924 — 20 березня 2019) — англійська філософиня моралі, освіти та розуму, письменниця екзистенціалізму.

## Життєпис

### Ранні роки життя та освіта
Народилася 14 квітня 1924 року в Вінчестері, Англія, і була наймолодшою із семи дітей. Її мати Етель була дочкою успішного банкіра та фінансиста Фелікса Шустера. Батько Арчібальд Едвард Вілсон (1875—1923) був хатнім майстром і викладачем німецької мови в коледжі Вінчестер і помер до її народження. Мати більше не виходила заміж.
Ворнок виховували її мати та няня. Вона ніколи не знала свого старшого брата Малькольма (1907—1969), який мав аутизм. Про нього піклувались в будинку пристарілих, останні дні він провів у лікарні Дорсету. Ще один брат помер дуже молодим. Інший її брат, Дункан Вілсон (1911—1983), був британським дипломатом, який став послом в Радянському Союзі до того, як взяти посаду майстра коледжу Корпус-Крісті в Кембриджі. Коли дівчинці було сім місяців, сім'я переїхала в будинок Келсо, триповерховий вікторіанський будинок, нині музичний центр при коледжі Пітера Саймондса. Мері та її сестру Стефану доглядала в першу чергу сімейна няня. Отримала освіту в школі св. Світуна, Вінчестер, а потім у Польовій школі Пріора в містечку Гілдфорд в Сурреї.
Зазначала, що в дитинстві її бентежила мати, що на вигляд відрізнялася від більшості людей, часто одягаючи довгий розпущений темно-червоний одяг і ходячи з вивернутими ногами. Однак коли дівчині було близько 15 років, вона почала захоплюватися ексцентричністю та незалежним мисленням своєї матері.

## Кар'єра

### Філософія
У 1949–66 рр. Ворнок була стипендіаткою і викладачкою філософії в коледжі Сент-Х'ю, Оксфорд. Окрім чоловіка Джеффрі Ворнока, тодішнього співробітника коледжу Магдалини, до цього кола в цей період входили філософи Берлін Ісайя, Стюарт Гемпшир, Девід Пірс та Пітер Стросон, а також автори Кінгслі Еміс і Девід Сесіл. Вона брала участь у радіодебатах з філософії, що транслювалися у Третій програмі. Її запросили писати про сучасну етику для серії, опублікованої Oxford University Press, яка привела Ворнок до вивчення Сартра та Екзистенціалізму, в результаті чого було опубліковано три книги між 1963 та 1970 рр.
Вона була науковою співробітницею в Коледжі Леді Маргарет з 1972 по 1976 рік. У 1976 р. Вона опублікувала книгу «Уява» У 1976–84 рр. була старшою науковою співробітницею коледжу Св. Х'ю, а в 1985 році стала почесною співробітницею коледжу. Працювала господинею коледжу Гіртон, Кембридзький 1984—1991. У 1992 році вийшла на пенсію, але продовжувала працювати в громадських комітетах, писати та редагувати книги, зокрема «Використання філософії» (1992), «Уява та час» (1994) та «Керівництво з етики розумної людини» (1998). У 1992 році читала лекції Гіффорда під назвою «Уява та розуміння» в Університеті Глазго. У 2000 році була запрошеною професоркою риторики в Лондонському коледжі Грешем.
Багато писала про етику, екзистенціалізм та філософію розуму.

### Освіта
На початку 1960-х років, ще викладаючи в коледжі Сент-Х'ю, Ворнок зайняла місце в Оксфордширському місцевому управлінні освіти. З 1966 по 1972 р. вона була директором Оксфордської середньої школи для дівчат, відмовившись від посади, коли її чоловіка призначили директором Хартфордського коледжу в Оксфорді. Наприкінці 1970-х вона видала три книги на тему освіти. У 1980-х і 1990-х роках вона написала колонку до «Освітньої добавки Times», а також брошуру «Університети: пізнаючи наші думки», а в 1985 році прочитала лекцію Річарда Дімблбі на тему «Вчитель навчає себе».

### Мовлення
Ворнок була членом Незалежного управління мовлення з 1972 по 83 рік. У 1980 році її розглядали на посаду голови Ради керівників BBC.

## Особисте життя
Одружилася з Джеффрі Ворноком, пізніше проректором Оксфордського університету в 1949 році. У них було два сини й три дочки; він помер у 1995 році. Померла у 94 роки 20 березня 2019 року.

## Праці
Як голова слідчих комітетів:
- Звіт Ворнок (1978): Особливі освітні потреби (звіт слідчого комітету з питань виховання дітей та молоді з обмеженими можливостями)
- Звіт Ворнок (1984): Звіт Комітету з розслідування запліднення та ембріології людини
- Ворнок, Мері (1978). Задоволення особливих освітніх потреб: короткий путівник пані Мері Ворнок до звіту Комітету з розслідування з питань виховання дітей та молоді з обмеженими можливостями.[18]

Як авторка:
- Етика з 1900 року (Oxford University Press, 1960); ISBN 0-9753662-2-X
- Філософія Сартра (Hutchinson University Press, 1963)[9]
- Екзистенціалістська етика (London: Palgrave Macmillan, New York: Springer, 1967) ISBN 9780333011782[9]
- Екзистенціалізм (Oxford Paperbacks, 1970) ISBN 0-19-888052-9[9]
- Уява (1976) ISBN 9780520037243[9]
- Школи думки (Faber and Faber, 1977); ISBN 0-571-11161-0
- Пам'ять (1987) ISBN 9780571147830
- Використання філософії (Blackwell, 1992) ISBN 9780631185833[9]
- Уява і час (Blackwell Publishers, 1994) ISBN 0-631-19019-8[9]
- Мері Ворнок: Мемуар — Люди та місця (Duckworth, 2001); ISBN 0-7156-2955-7, ISBN 0-7156-3141-1
- Making Babies: Is There a Right To Have Children? (2001) ISBN 9780192805003
- Керівництво з етики розумної людини (1998) ISBN 9780715646151[9]
- Природа і смертність: спогади філософа в суспільному житті (2004); ISBN 0-8264-7323-7
- Керівництво розумної людини з етики (Duckworth, 2004); ISBN 0-7156-3320-1
- Легка смерть, з Елізабет Макдональд (OUP, 2008) ISBN 9780199561841
- Нечесний перед Богом: Про утримання релігії поза політикою (Continuum, 2010); ISBN 978-1-4411-2712-9
- Критичні роздуми про право власності (Edward Elgar, 2015); ISBN 978-1-78195-547-5[9]

Як редакторка:
- Сартр: Збірник критичних нарисів (1971)[10]
- Жінки-філософи, London, J. M. Dent (1996) ISBN 9780460877381[9]
- Мистецтво для всіх?: Їхня політика та наша культура (2000; з Марком Воллінгером) ISBN 978-0953977208[10]